# 蒂姆·霍华德 (曲棍球运动员)
蒂姆·霍华德（英語：Tim Howard，1996年6月23日—），生于昆士兰州，澳大利亚男子曲棍球运动员。他曾代表澳大利亚国家队参加2020年夏季奥林匹克运动会曲棍球比赛，获得一枚银牌。